# Brieux
Pour les articles homonymes, voir Brieux (homonymie).
Brieux est une commune française, située dans le département de l'Orne en région Normandie, peuplée de 89 habitants.

## Géographie
| Vignats (Calvados) |           | Merri    |
| Nécy               | Brieux    | Bailleul |
|                    | Montabard |          |

### Hydrographie
La commune est située dans le bassin Seine-Normandie. Elle est drainée par le Douit, la Filaine, le cours d'eau 01 de la commune de Brieux, le fossé 02 de Launay, le fossé 03 de la commune de Brieux et un autre petit cours d'eau.

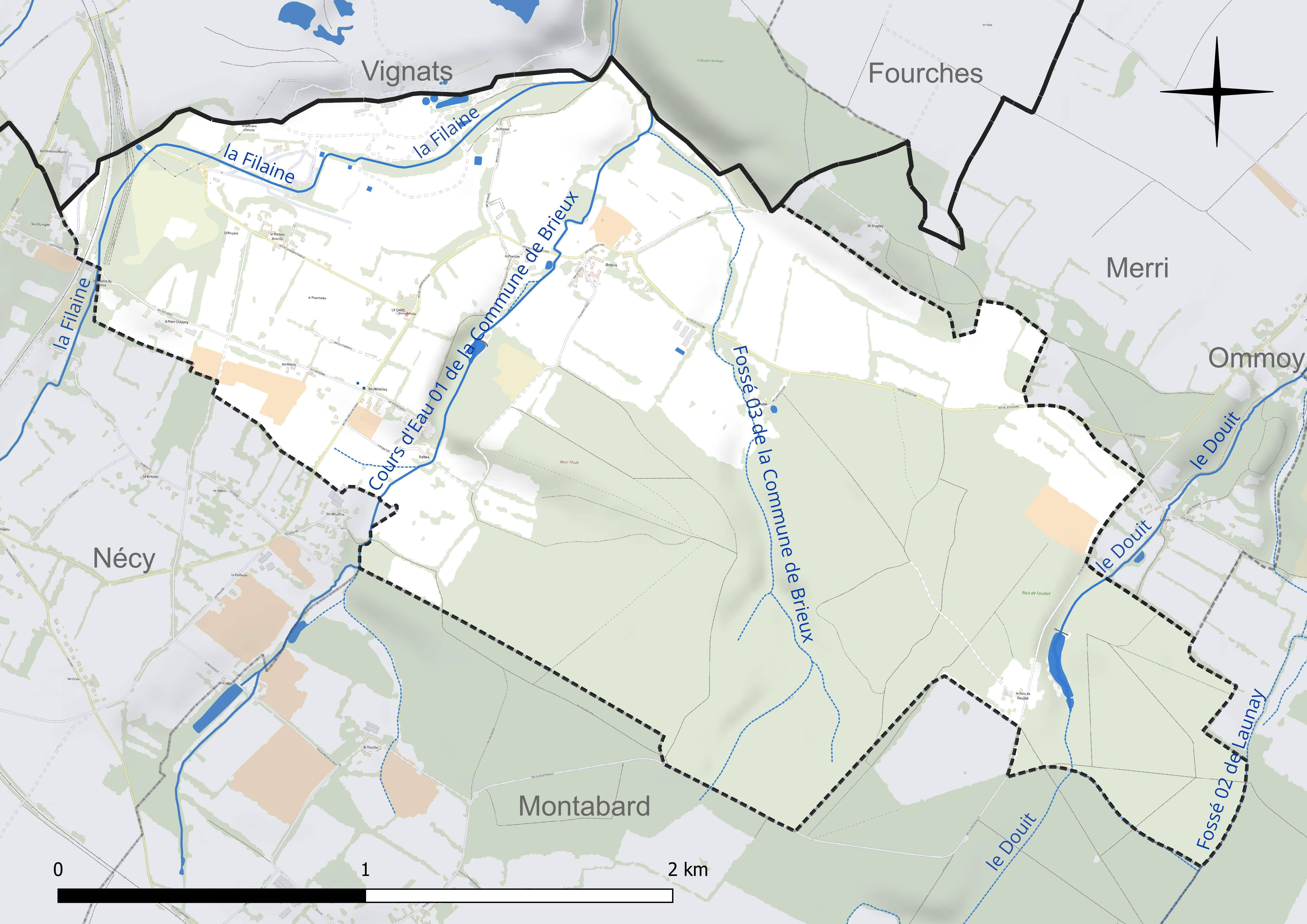
Réseau hydrographique de Brieux.

### Climat
Pour des articles plus généraux, voir Climat de la Normandie et Climat de l'Orne.
En 2010, le climat de la commune est de type climat océanique altéré, selon une étude du CNRS s'appuyant sur une série de données couvrant la période 1971-2000. En 2020, Météo-France publie une typologie des climats de la France métropolitaine dans laquelle la commune est exposée à un climat océanique et est dans la région climatique Normandie (Cotentin, Orne), caractérisée par une pluviométrie relativement élevée (850 mm/a) et un été frais (15,5 °C) et venté. Parallèlement le GIEC normand, un groupe régional d’experts sur le climat, différencie quant à lui, dans une étude de 2020, trois grands types de climats pour la région Normandie, nuancés à une échelle plus fine par les facteurs géographiques locaux. La commune est, selon ce zonage, exposée à un « climat des plateaux abrités », se caractérisant par une pluviométrie et des contraintes thermiques modérées mais aussi, par effet de continentalité, des températures plus contrastées qu'au nord dans la plaine de Caen, avec communément 10 à 15 jours par an de plus de froid en hiver et de chaleur en été.
Pour la période 1971-2000, la température annuelle moyenne est de 10,2 °C, avec une amplitude thermique annuelle de 13 °C. Le cumul annuel moyen de précipitations est de 752 mm, avec 11,9 jours de précipitations en janvier et 7,5 jours en juillet. Pour la période 1991-2020, la température moyenne annuelle observée sur la station météorologique la plus proche, située sur la commune de Damblainville à 9 km à vol d'oiseau, est de 11,6 °C et le cumul annuel moyen de précipitations est de 716,8 mm,. Pour l'avenir, les paramètres climatiques de la commune estimés pour 2050 selon différents scénarios d’émission de gaz à effet de serre sont consultables sur un site dédié publié par Météo-France en novembre 2022.

## Urbanisme

### Typologie
Au 1er janvier 2024, Brieux est catégorisée commune rurale à habitat dispersé, selon la nouvelle grille communale de densité à sept niveaux définie par l'Insee en 2022.
Elle est située hors unité urbaine et hors attraction des villes,.

### Occupation des sols
L'occupation des sols de la commune, telle qu'elle ressort de la base de données européenne d’occupation biophysique des sols Corine Land Cover (CLC), est marquée par l'importance des forêts et milieux semi-naturels (47,9 % en 2018), une proportion identique à celle de 1990 (47,9 %). La répartition détaillée en 2018 est la suivante : 
forêts (47,9 %), prairies (28,4 %), terres arables (13 %), mines, décharges et chantiers (10,7 %). L'évolution de l’occupation des sols de la commune et de ses infrastructures peut être observée sur les différentes représentations cartographiques du territoire : la carte de Cassini (XVIIIe siècle), la carte d'état-major (1820-1866) et les cartes ou photos aériennes de l'IGN pour la période actuelle (1950 à aujourd'hui).

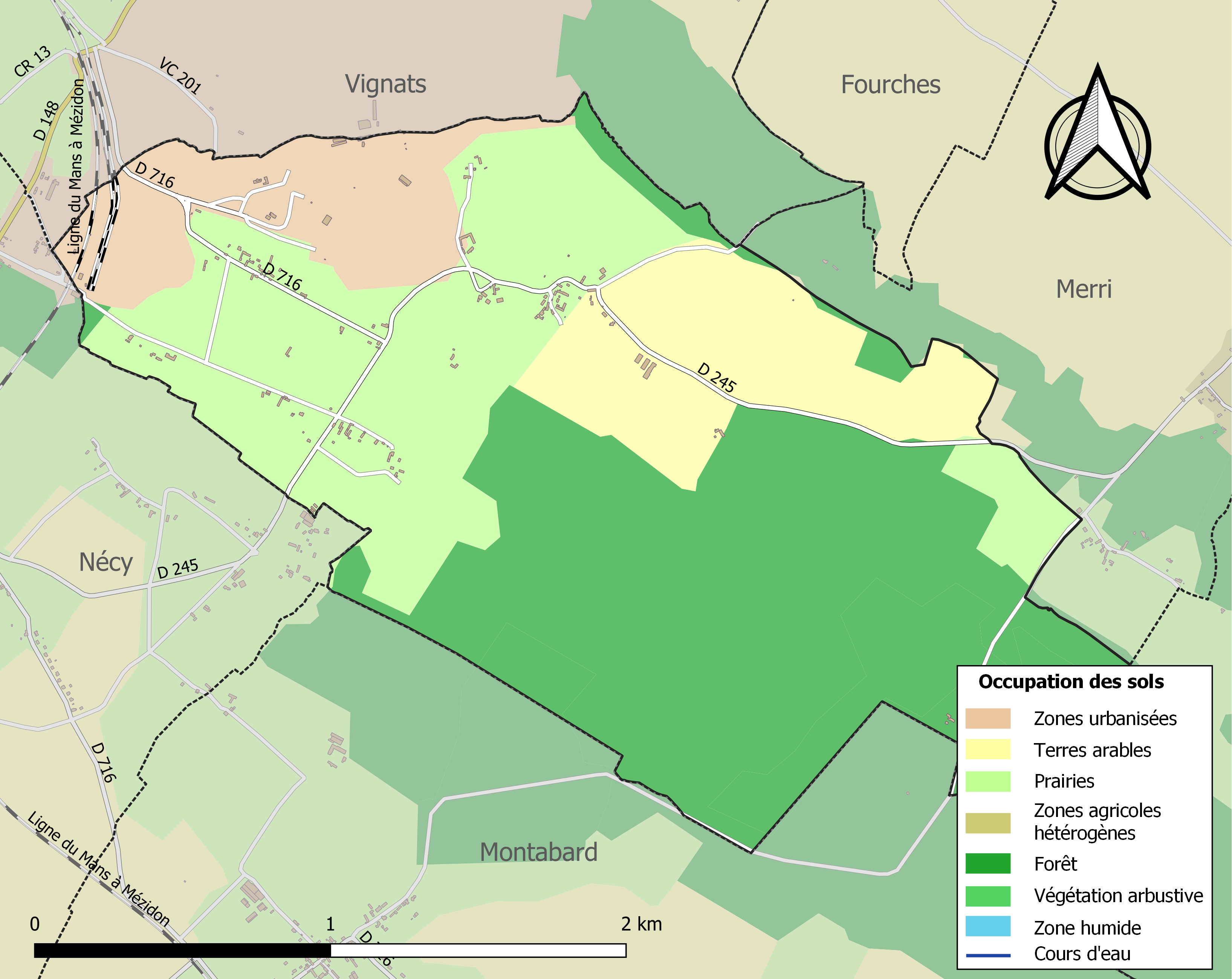
Carte des infrastructures et de l'occupation des sols de la commune en 2018 (CLC).

## Toponymie
Le nom de la localité est attesté sous la forme Briocarum vers 1055 et 1082.
Du gaulois briva avec un -o- de liaison accentué et carum, « pont sur un petit affluent de la Dives dont l'ancien nom était Carum ».

## Histoire
Les vestiges d'un camp antique ont été identifiés dans le bois du Feuillet.

## Politique et administration
| Période                                  | Période       | Identité                   | Étiquette | Qualité           |
| ---------------------------------------- | ------------- | -------------------------- | --------- | ----------------- |
| ?                                        | mars 2001     | Christophe Jouanneau       | SE        | Agriculteur       |
| mars 2001                                | décembre 2007 | Gérard Roulland            | SE        | Gendarme retraité |
| décembre 2007                            | En cours      | Catherine Geoffroy Gaignon | SE        | Aide dentaire     |
| Les données manquantes sont à compléter. |               |                            |           |                   |

## Démographie
L'évolution du nombre d'habitants est connue à travers les recensements de la population effectués dans la commune depuis 1793. Pour les communes de moins de 10 000 habitants, une enquête de recensement portant sur toute la population est réalisée tous les cinq ans, les populations de référence des années intermédiaires étant quant à elles estimées par interpolation ou extrapolation. Pour la commune, le premier recensement exhaustif entrant dans le cadre du nouveau dispositif a été réalisé en 2007.
En 2022, la commune comptait 89 habitants, en évolution de +3,49 % par rapport à 2016 (Orne : −3,21 %, France hors Mayotte : +2,11 %).
| 1793 | 1800 | 1806 | 1821 | 1836 | 1841 | 1846 | 1851 | 1856 |
| ---- | ---- | ---- | ---- | ---- | ---- | ---- | ---- | ---- |
| 326  | 330  | 305  | 315  | 330  | 318  | 304  | 304  | 306  |

| 1861 | 1866 | 1872 | 1876 | 1881 | 1886 | 1891 | 1896 | 1901 |
| ---- | ---- | ---- | ---- | ---- | ---- | ---- | ---- | ---- |
| 283  | 281  | 241  | 228  | 233  | 225  | 174  | 179  | 154  |

| 1906 | 1911 | 1921 | 1926 | 1931 | 1936 | 1946 | 1954 | 1962 |
| ---- | ---- | ---- | ---- | ---- | ---- | ---- | ---- | ---- |
| 139  | 104  | 132  | 157  | 160  | 151  | 129  | 126  | 138  |

| 1968 | 1975 | 1982 | 1990 | 1999 | 2006 | 2007 | 2012 | 2017 |
| ---- | ---- | ---- | ---- | ---- | ---- | ---- | ---- | ---- |
| 136  | 111  | 76   | 74   | 93   | 94   | 94   | 85   | 90   |

| 2022 | - | - | - | - | - | - | - | - |
| ---- | - | - | - | - | - | - | - | - |
| 89   | - | - | - | - | - | - | - | - |

## Lieux et monuments
- Église Notre-Dame-de-la-Nativité :

église de l’ancien prieuré devenue paroissiale, en partie du XIe siècle, elle fut restaurée dans la 2e moitié du XIXe siècle.

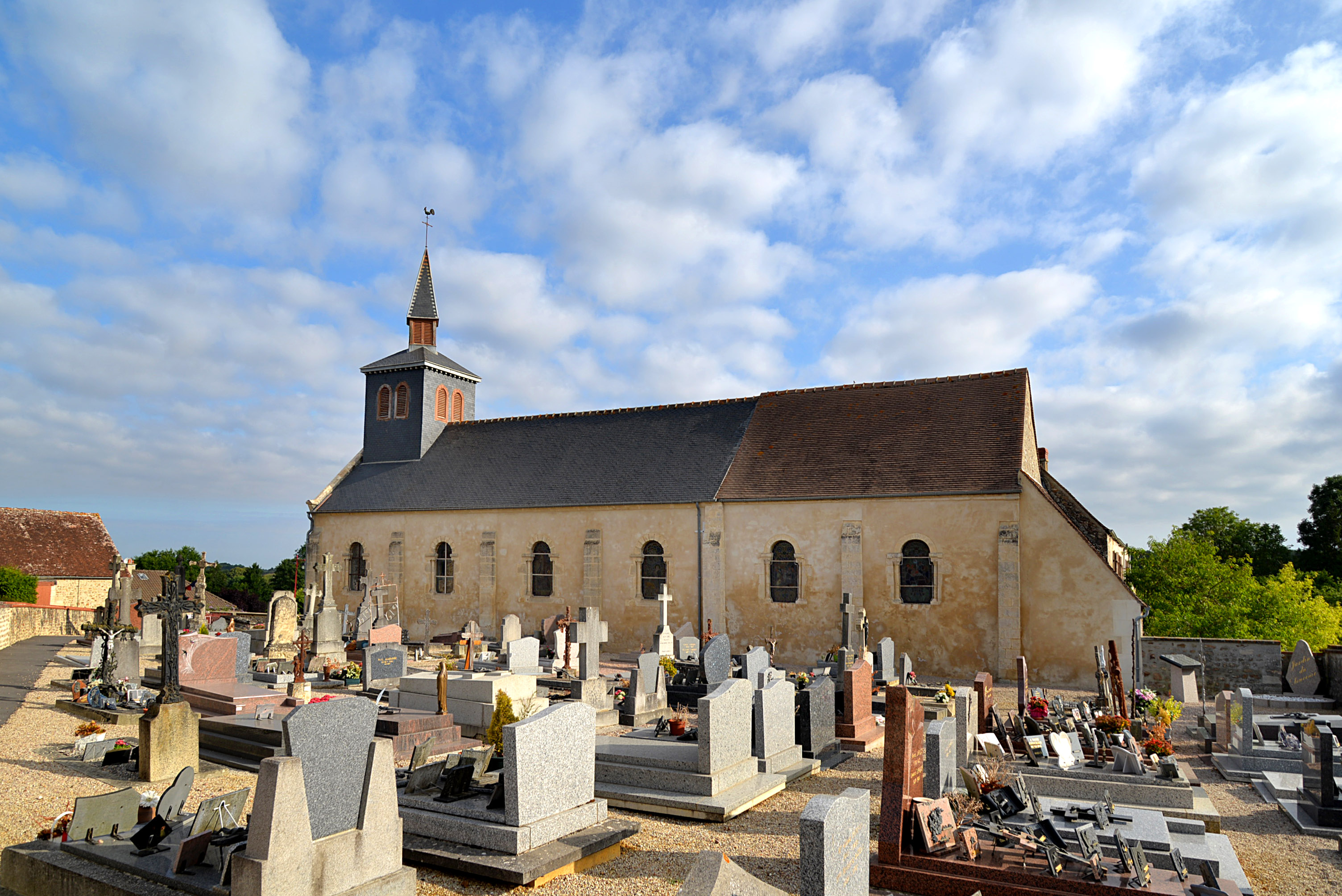
L’église Notre-Dame-de-la-Nativité. Vue sud.
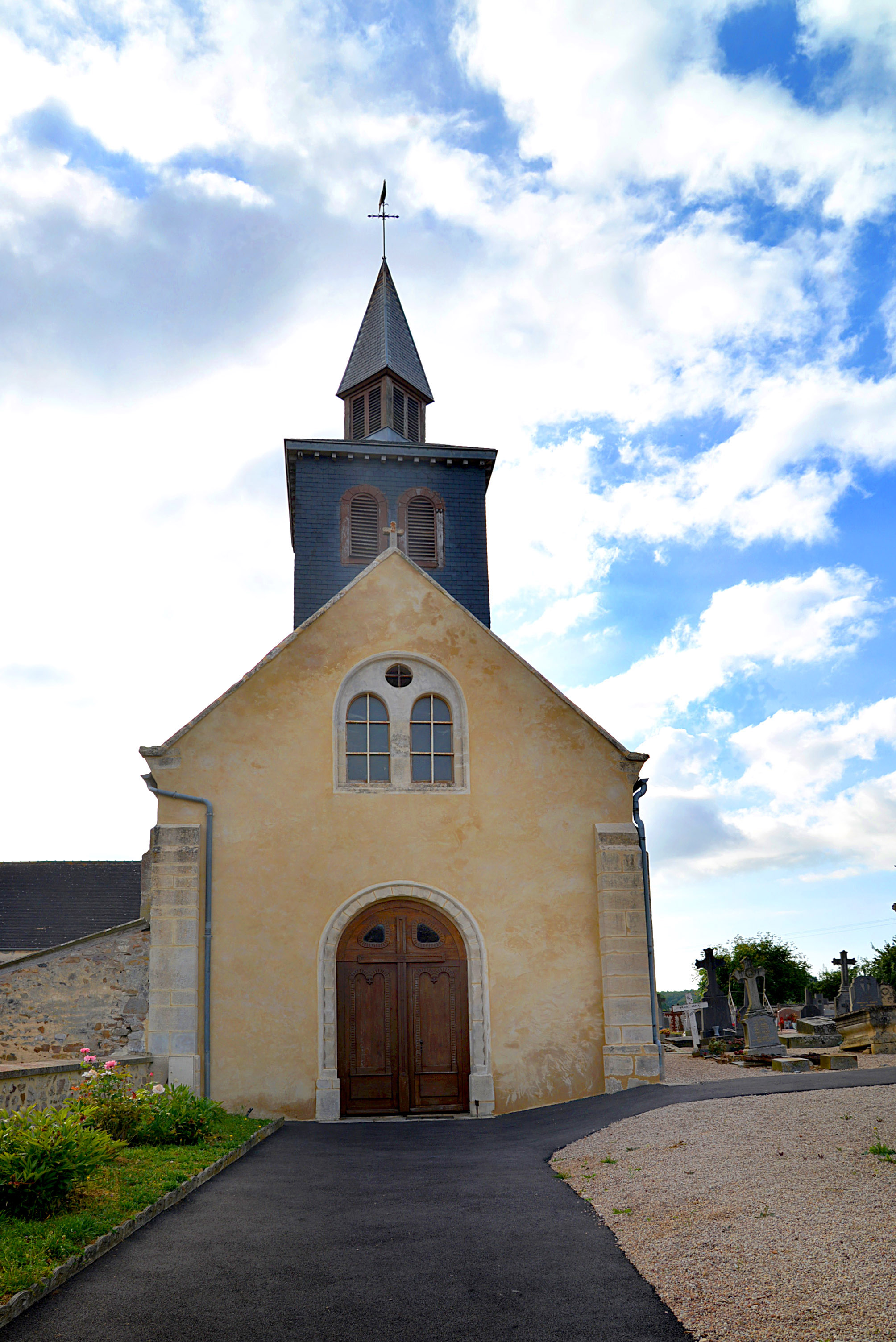
L’église Notre-Dame-de-la-Nativité. Vue ouest.
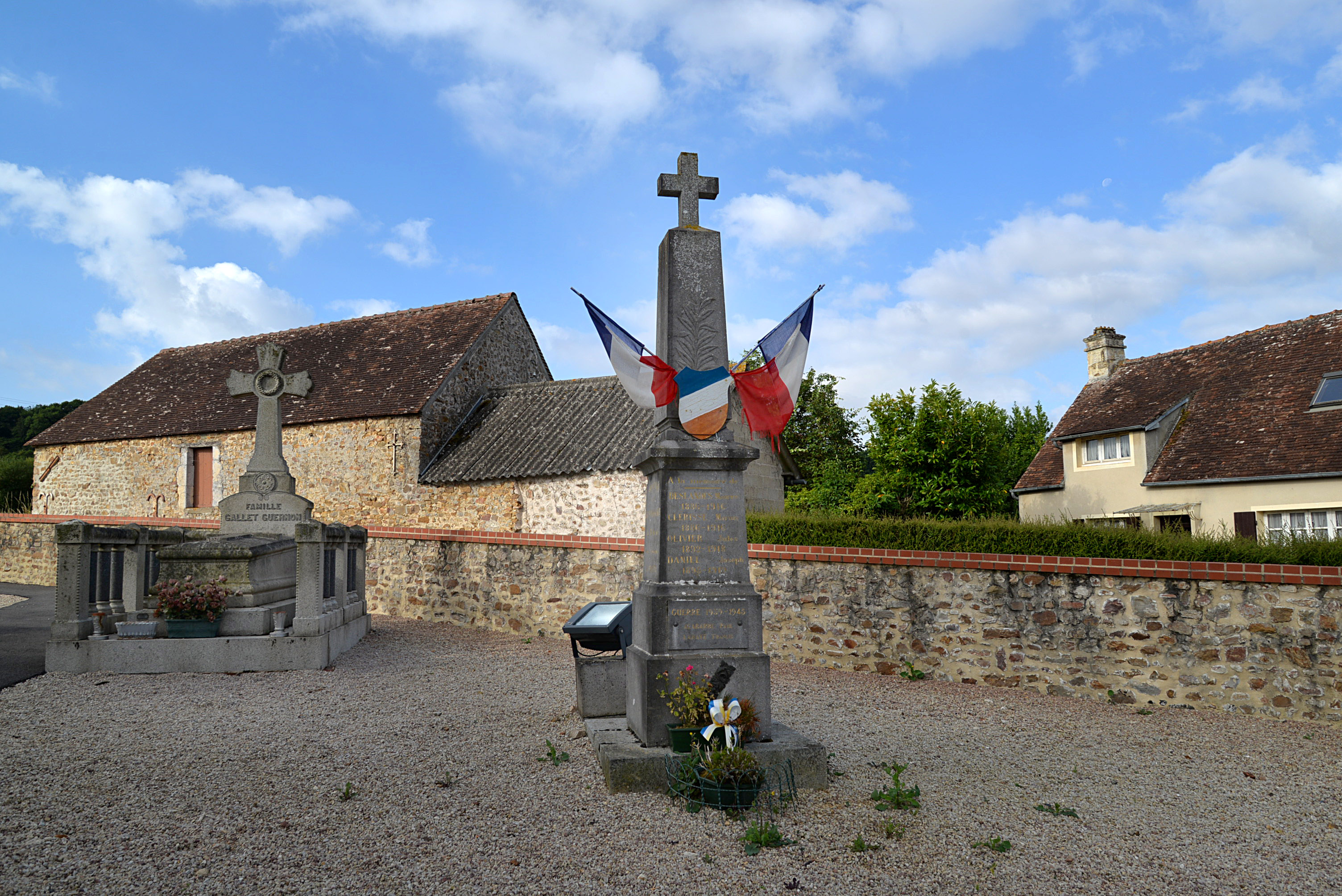
Le monument aux morts.